# Plocealauda erythrocephala
Plocealauda erythrocephala é uma espécie de cotovia da família Alaudidae.
Pode ser encontrada nos seguintes países: Camboja, Laos, Myanmar, Tailândia e Vietname.